# Enicospilus fittoni
Enicospilus fittoni là một loài tò vò trong họ Ichneumonidae.